# Буриновское лесничество
Буриновское лесничество — деревня в Жуковском районе Калужской области, в составе сельского поселения «Деревня Тростье».

## География
Расположена на севере Калужской области, на левом берегу реки Аложи, притока Протвы. Рядом деревня Тростье. Расстояние до районного центра по автодорогам — 33 км.

## Климат
Умеренно-континентальный с выраженными сезонами года: умеренно жаркое и влажное лето, умеренно холодная зима с устойчивым снежным покровом. Средняя температура июля +18 °C, января −9 °C. Теплый период длится в среднем около 220 дней.

## Население
| 2002 | 2010 |
| ---- | ---- |
| 11   | ↘10  |

## История
В годы Великой Отечественной войны, в октябре — ноябре 1941 года в этих местах действовала, сформированная в Москве, разведывательно-диверсионная группа Цысаря состоявшая из 70-ти бойцов, комиссар — лейтенант госбезопасности В. Н. Бабакин.
В районе деревень Трояново, Буриново и Покров разведчики совместно с партизанами уничтожили две штабные автомашины около 20 солдат противника, семь офицеров, включая полковника, самолёт Messerschmitt Bf.109, а также сожгли заправочную автоцистерну горючего и подорвали две подводы с боеприпасами.
В своей книге «Серпухов. Последний рубеж: 49-я армия в битве за Москву, 1941» Сергей Михеенков на основании архивных документов подробно рассказывает о боевых действиях осенью — зимой 1941 года в лесах, где сегодня расположено Буриновское лесничество.

## Комментарии
1. ↑  Бабакин Вадим Николаевич (1913–1942) – лейтенант госбезопасности. Член ВКП(б). В конце 30-х годов находился в командировке в Англии. Комиссар, затем командир разведывательно-диверсионного отряда особого назначения. Погиб в феврале 1942 года. Награждён орденом Красного Знамени[5]. Похоронен в Москве на Донском кладбище.